# Sandrine Nuvolone
Sandrine Nuvolone es una deportista francesa que compitió en vela en la clase Mistral. Ganó una medalla de bronce en el Campeonato Europeo de Mistral de 1998.

## Palmarés internacional
| \| Campeonato Europeo \| Campeonato Europeo \| Campeonato Europeo \| Campeonato Europeo \| \| Año \| Lugar \| Medalla \| Clase \| \| ------------------ \| ------------------ \| ------------------ \| ------------------ \| \| 1998 \| Maratón (Grecia) \| Medalla de bronce \| Mistral \| |                  |                   |         |
| Campeonato Europeo |                  |                   |         |
| Año | Lugar            | Medalla           | Clase   |
| 1998 | Maratón (Grecia) | Medalla de bronce | Mistral |